# فارست هیل، ویکتوریا
فارست هیل (به انگلیسی: Forest Hill) یک حومه شهر در استرالیا است که در ویکتوریا (استرالیا) واقع شده‌است.